# Квазидържава
Квазидържава или протодържава е държавоподобно образувание – един от видовете субекти на международното право. Към тях се причисляват свободните градове.
Терминът е обобщено понятие, тъй като се употребява и по отношение на определени райони (например: свободен град Данциг, свободен град Краков, свободен град Фиуме, свободна територия Триест). Създаването на свободни градове е форма на замразяване на териториални претенции, за намаляване на напрежението в международните отношения, възникнали във връзка със спор за принадлежността на една или друга територия.
Свободният град се създава на базата на международна организация и е своеобразна държава с ограничени правоспособности. Той има своя конституция или друг подобен нормативен акт, висши държавни органи, гражданство и други. Той е демилитаризиран и/или неутрализиран. Въоръжените му сили са ограничени до степен изпълнение само на отбранителни функции. Създателите на един свободен град обикновено определят начините на контрол при спазването на неговия статус. Той се представлява от заинтересуваните държави или от международна организация.
Статусът на Данциг е бил гарантиран от Обществото на народите, а във външнополитически план той е бил представляван от Полша. Свободната територия Триест (разделен през 1954 г. между Италия и Югославия) е била под защитата на СС на ООН.
С определени особености се характеризират такива квазидържави, като градовете-държави Ватикан и Малтийският орден.
Често неправилно наричан като „Ватикана“, Светият престол не е едно и също с градът-държава Ватикан, създадена едва през 1929 г.; Светият престол, Римската епархия, датира от епохата на ранното християнство. Светият престол представлява юридическо лице, докато Ватикан е пространството, на което се намира основната част от административните постройки и служби на Светия престол. Де юре и де факто субект на международното право е именно Светият престол като цяло, а не Ватиканът. Светият престол не представлява нито минидържава, нито свободен град, той също е особен субект на правото, подобен на тях, но единствен по рода си, притежаващ определени характеристики на държавите, но не и всички тях.
През 1889 г. Малтийския орден бил признат за суверенно образувание с местопребиваване в Рим. Неговата официална цел е благотворителност и той поддържа дипломатически отношения с много държави, но не притежава нито своя територия, нито свое население, поради което неговият суверенитет и международноправната му субектност са юридическа фикция.